# هولووووسی (ناحیه پلزن-شمالی)
هولووووسی (به چکی: Holovousy) یک منطقهٔ مسکونی در جمهوری چک است که در ناحیه پلزن-شمالی واقع شده‌است. هولووووسی ۴٫۶۸ کیلومتر مربع مساحت و ۵۷ نفر جمعیت دارد و ۳۸۸ متر بالاتر از سطح دریا واقع شده‌است.